# Patos de Minas Airport
Patos de Minas Airport är en flygplats i Brasilien.   Den ligger i kommunen Patos de Minas och delstaten Minas Gerais, i den sydöstra delen av landet, 400 km söder om huvudstaden Brasília. Patos de Minas Airport ligger 853 meter över havet.
Terrängen runt Patos de Minas Airport är platt åt sydväst, men åt nordost är den kuperad. Runt Patos de Minas Airport är det ganska glesbefolkat, med 24 invånare per kvadratkilometer.. Närmaste större samhälle är Patos de Minas, 10,8 km norr om Patos de Minas Airport.
Omgivningarna runt Patos de Minas Airport är huvudsakligen savann.